# Baie-Egmont
Baie-Egmont est un village canadien situé dans la région Évangéline, à l'ouest de l'Île-du-Prince-Édouard.
Baie-Egmont est un village francophone, situé au bord du détroit de Northumberland.

## Personnalités
- Télésphore Arsenault (1872-1964), agriculteur et homme politique.